# Eric Fogg
Charles William Eric Fogg (Manchester, 21 januari 1903 - Londen, 10 december 1939) was een Brits componist. Zijn vader, Charles H. Fogg, was eveneens componist; het Bournemouth Symphony Orchestra heeft nog twee werken van hem uitgevoerd onder leiding van Dan Godfrey. Zijn vader was tevens organist bij het Hallé Orchestra. 
Fogg was er snel bij met bijvoorbeeld pianospelen en componist, hij was aangesloten bij de inmiddels gesloopte St. John’s Kerk en was op zijn zeventiende al toe aan opus 57. Hij heeft destijds ook een concert met eigen werken mogen dirigeren in de Queen's Hall. Daarna ging hij studeren bij Granville Bantock en kwam in 1931 met zijn compositorisch hoogtepunt; zijn fagotconcert. Maar Fogg had toen eigenlijk al voor een andere carrière gekozen; hij ging bij de British Broadcasting Corporation werken en werd eerst bekend als Keyboard Kitty (de anonieme pianist van het BBC orkest van Manchester) en later als Uncle Eric in Children’s Hour (1929). Hij gaf ook zijn stem aan het personage Grizzle vanuit de kelders van de BBC; een liedje dat hij voor Grizzle (dus zichzelf) schreef werd een van de snelst gepubliceerde werkjes ooit; zo populair was het. Hij maakte verder carrière binnen de BBC. Hij heeft medecomponist Thomas Pitfield begeleid in zijn zelfstudie.
Op privégebied liep het minder vlot; zijn eerste huwelijk strandde al vrij snel en op de dag van zijn tweede huwelijk kwam hij onder de trein bij Waterloo Station; onduidelijk is gebleven of hij geduwd is of zelf gesprongen. Scheiding en suïcide waren toen nog taboe.
Er zijn weinig werken van hem bewaard gebleven. Naast het eerder genoemde fagotconcert zijn er in nog 
- Dance fantasy (1919)
- The Hillside (1921) en The Seasons (1931), twee werken voor koor; die onlangs opnieuw georkestreerd werden voor uitvoering; de laatste door David Ellis
- Fantasie voor cello en piano
- Sea-sheen A Idyll for orchestra, opus 17; een compositie voor orkest; maar ook een pianoversie;(1919) toen ook gespeeld in Bournemouth;
- Merok; een symfonisch gedicht over het Noorse dorp Merok, waarbij de althobo een grote inbreng heeft (1929).
- The Isle voor zangstem en piano
- Hunting song of the Seeonee Pack naar The Jungle Book van Rudyard Kipling;
- The Face in motion

## Bron
- Uitgave Dutton Epoch met Sea-Sheen en Merok
- artikel over Fogg

- Gemeinsame Normdatei: 143361805
- International Standard Name Identifier: 0000 0001 0965 8843
- Library of Congress Control Number: n84157501
- MusicBrainz: 4ba6ab6a-1adc-4f8e-b8b9-3cd450f0c9ef
- SNAC: w6vh610f
- Virtual International Authority File: 40783256
- WorldCat: E39PBJdRtMcJMbywQkQ8X6Kjmd